# Errance sans retour (exposition)
Pour l’article homonyme, voir Errance sans retour.
 (février 2021).
La mise en forme du texte ne suit pas les recommandations de Wikipédia : il faut le « wikifier ».
Les points d'amélioration suivants sont les cas les plus fréquents. Le détail des points à revoir est peut-être précisé sur la page de discussion.
- Les titres sont pré-formatés par le logiciel. Ils ne sont ni en capitales, ni en gras.
- Le texte ne doit pas être écrit en capitales (les noms de famille non plus), ni en gras, ni en italique, ni en « petit »…
- Le gras n'est utilisé que pour surligner le titre de l'article dans l'introduction, une seule fois.
- L'italique est rarement utilisé : mots en langue étrangère, titres d'œuvres, noms de bateaux, etc.
- Les citations ne sont pas en italique mais en corps de texte normal. Elles sont entourées par des guillemets français : « et ».
- Les listes à puces sont à éviter, des paragraphes rédigés étant largement préférés. Les tableaux sont à réserver à la présentation de données structurées (résultats, etc.).
- Les appels de note de bas de page (petits chiffres en exposant, introduits par l'outil «  Source ») sont à placer entre la fin de phrase et le point final[comme ça].
- Les liens internes (vers d'autres articles de Wikipédia) sont à choisir avec parcimonie. Créez des liens vers des articles approfondissant le sujet. Les termes génériques sans rapport avec le sujet sont à éviter, ainsi que les répétitions de liens vers un même terme.
- Les liens externes sont à placer uniquement dans une section « Liens externes », à la fin de l'article. Ces liens sont à choisir avec parcimonie suivant les règles définies. Si un lien sert de source à l'article, son insertion dans le texte est à faire par les notes de bas de page.
- La présentation des références doit suivre les conventions bibliographiques. Il est recommandé d'utiliser les modèles {{Ouvrage}}, {{Chapitre}}, {{Article}}, {{Lien web}} et/ou {{Bibliographie}}. Le mode d'édition visuel peut mettre en forme automatiquement les références.
- Insérer une infobox (cadre d'informations à droite) n'est pas obligatoire pour parachever la mise en page.

Pour une aide détaillée, merci de consulter Aide:Wikification.
Si vous pensez que ces points ont été résolus, vous pouvez retirer ce bandeau et améliorer la mise en forme d'un autre article.
Errance sans retour est une exposition multimédia présentée en 2020 au Musée national des beaux-arts du Québec situé à Québec dans le Pavillon Charles-Baillargé, une ancienne prison.
L'exposition a été conçue par les cinéastes Mélanie Carrier et Olivier Higgins en collaboration avec le photographe Renaud Philippe et la plasticienne Karine Giboulo. L'exposition met de l'avant la réalité d'un peuple en exil, celle du camp de réfugiés rohingyas Kutupalong au Bangdladesh, le plus grand camp de réfugiés au monde. 

## Exposition
L'exposition multidisciplinaire contient des photographies de Renaud Philippe prise à l'intérieur du camp, des portraits de l'artiste Rosalie Gamache, des œuvres de l'artiste Karine Giboulo, des extraits vidéos ainsi que des dessins d'enfants, des témoignages et des ambiances sonores qui offrent une expérience immersive,,. En 2022, l’œuvre Kutupalong de l’artiste Karine Giboulo est exposée par Art Mûr à la Biennale de Venise,.

## Autour de l'exposition
Le photographe Renaud Philippe et le cinéaste Olivier Higgins se sont rendus sur place, au camp de Kutupalong, pour prendre les photographies et les images vidéos. C'est par la suite, qu'ils ont voulu, sous ses deux formes, présentés la réalité de ce peuple.

Des extraits vidéos présentés dans l'exposition font également partie d'un long métrage documentaire aussi intitulé Errance sans retour, sorti en salle au Québec en février 2021 et réalisé par Mélanie Carrier et Olivier Higgins. Le film a gagné plusieurs prix en festivals dont le Prix du public à l'édition 2020 du Festival de cinéma de la ville de Québec.

## Prix et distinctions
Prix Télé-Québec – Coup de cœur du jury de la Société Les musées du Québec